# Chris Nicholson (zeiler)

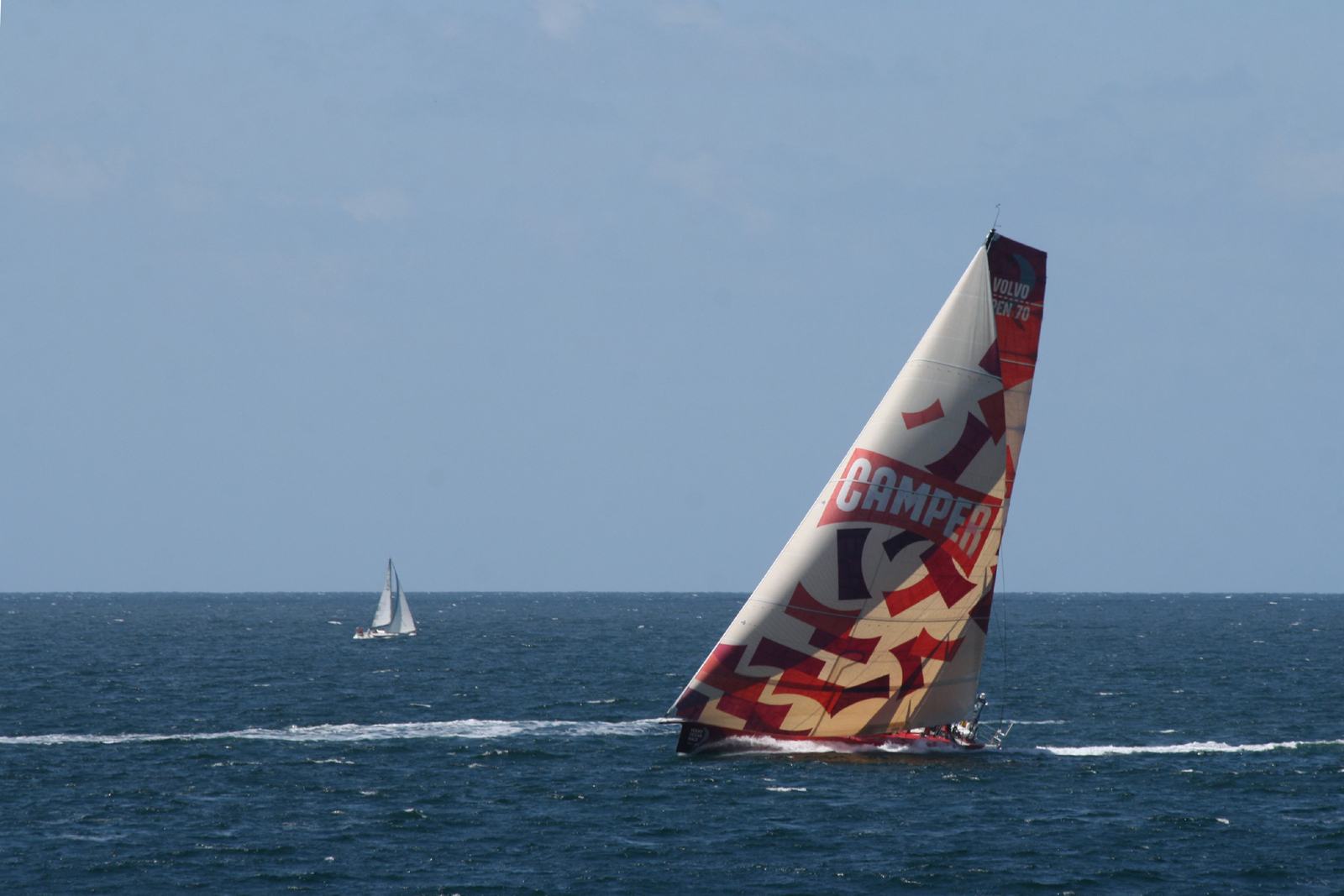
Nicholson's jacht Camper in 2011

Chris Nicholson (Newcastle, 18 juni 1969) is een Australisch zeiler. Hij is zesvoudig wereldkampioen, nam tweemaal deel aan de Olympische Spelen en vijfmaal aan de Volvo Ocean Race.

## Wereldkampioen
Nicholson boekte zijn eerste overwinningen in het wedstrijdzeilen in 1992, toen hij het wereldkampioenschap in de 505 won. Van 1994 tot 1996 voer hij wedstrijden in de toen Olympische Tornado catamaran. Uiteindelijk kwam hij in de eveneens Olympische 49er, een tweemans zwaartboot, terecht. In 1997, 1998 en 1999 werd hij wereldkampioen in deze klasse. In 2002 volgde zijn zesde wereldtitel, dit keer weer in de 505 samen met zijn broer Darren.

## Olympische Spelen
Nicholson maakte zijn Olympisch debuut op de Zomerspelen van 2000 in eigen land. In de 49er voer hij samen met Daniel Phillips naar de zesde plaats in de eindstand. Vier jaar later was hij opnieuw aanwezig op de Spelen in Athene met zeilpartner Gary Boyd. Ditmaal eindigde hij als zevende in de 49er.

## Volvo Ocean Race
Nicholson nam voor het eerst deel aan Volvo Ocean Race in 2001-02 als wachtleider op het jacht Amer Sports One onder schipper Grant Dalton. Het jacht eindigde op de derde plaats in het eindklassement. Sinds deze deelname was hij elke editie van deze zeilwedstrijd om de wereld aanwezig. In 2005-06 voer hij op de movistar onder Bouwe Bekking; het team moest de wedstrijd staken toen het jacht zonk. In 2008-09 was hij wachtleider op de PUMA onder Ken Read, dat beslag legde op de tweede plaats in het klassement.
Nicholson leidde voor het eerst een zeilteam in de Volvo Ocean Race 2011-2012 als schipper van Camper. Het jacht eindigde als tweede in het klassement, en won de laatste etappe. In de Volvo Ocean Race 2014-2015 was hij schipper van het Deense Team Vestas Wind. In de tweede etappe strandde hun schip op een rif bij de eilandengroep Cargados Carajos in de Indische Oceaan, en raakte zwaar beschadigd. Na een reparatietraject voer het team de laatste twee etappes in de race weer mee. Het team eindigde als zevende en laatste in het klassement. In de Volvo Ocean Race 2017-2018 zeilde Nicholson mee op Akzonobel, het team won de 6de etappe en finishte uiteindelijk als vierde van de zeven boten .

## Overig
Gedurende zijn carrière voer Nicholson wedstrijden op diverse andere soorten jachten zoals de TP52. Nicholson is ook een regelmatige deelnemer aan de Sydney to Hobart Yacht Race. In 2002 was hij bemanningslid van het jacht Grundig. Ook in 2004 voer hij deze zeilwedstrijd op het jacht AAPT. In 2009 was hij aanwezig als schipper op Yendys.

## Palmares
- 1992 - WK, 505, winst
- 1997 - WK, 49er, winst
- 1998 - WK, 49er, winst
- 1999 - WK, 49er, winst
- 2000 - OS, 49er, 6e
- 2001/02 - Volvo Ocean Race, 3e
- 2002 - WK, 505, winst
- 2004 - OS, 49er, 7e
- 2005/06 - Volvo Ocean Race, DNF
- 2008/09 - Volvo Ocean Race, 2e
- 2011/12 - Volvo Ocean Race, 2e
- 2014/15 - Volvo Ocean Race, 7e